# Zulia (cràter)
Zulia és un cràter de l'asteroide del cinturó principal (253) Mathilde, situat amb el sistema de coordenades planetocèntriques a -39.5 ° de latitud nord i 30.9 ° de longitud est. Fa un diàmetre de 12.3 km. El nom va ser fet oficial per la UAI l'any 2000 i fa referència a Zulia, conca de carbó de Veneçuela.